# Ruski otok
Ruski otok (ruski: Ру́сский о́стров) je otok u Primorskom kraju u Rusiji.

## Položaj
Otok se nalazi na krajnjem istoku Rusije nasuprot grada Vladivostoka u Japanskom moru u Zaljevu Petra Velikog. S Vladivostokom je spojen ovješenim mostom nazvanim Most na otoku Ruskom. Nalazi se oko 9.334 km istočno od Moskve. Tjesnac Istočni Bospor dijeli ga od poluotoka Muravjov-Amurski. Od jugozapadne obale otoka leže sljedeći otoci: Popova (7 km dužine, 4,3 km širine), Rejneke (3,4 km) i Rikord (4,1 km dug i manje od 2 km širok). Postoji i mnogo malih otočića u blizini koji su dio Arhipelaga Eugénie de Montijo koji se protežu dalje prema jugozapadu za oko 40 km.

## Povijest
Otok je služio kao dio obrane grada Vladivostoka razvijen od strane pukovnika Velička. Godine 1992, četiri vojnika koji su služili u izoliranom garnizonu na otoku izgladnjelo je do smrti a deseci drugih su hospitalizirani zbog gladi. Njihovi zapovjednici nisu im uspjeli poslati hranu mjesecima i stvar je postala nacionalni skandal.

## Vanjske poveznice
- Zaboravljeni primorski otok od Russia Today